# Marmeladinger
Marmeladinger ist eine in Ostösterreich geläufige despektierliche Bezeichnung für Deutsche, speziell für Norddeutsche, die sich von dem Umstand ableitet, dass die Soldaten des Deutschen Reiches im Ersten Weltkrieg auf Butter und Schmalz verzichten mussten und als Brotaufstrich eine billige Marmelade bekamen. Sie trugen das mit grimmigem Humor und prägten die Ausdrücke „Heldenbutter“ und „Hindenburgfett“ – nach Paul von Hindenburg, der lange Zeit die strategische Leitung des Krieges innehatte. In der Wiener Vorstadt machte man sich über die Deutschen gar mit dem Spruch „Von der Wiege bis zum Grabe frisst der Piefke Marmelade“ lustig. Ein „einrückend gemachter“ Münchner Kabarettist hat dazu sogar ein Spottlied verfasst: „Marmelade Marmelade / ist der beste Fraß / im deutschen Staate …“
Die Österreicher verspotteten die mit ihnen verbündeten Reichsdeutschen als Marmeladinger
oder auch als Marmeladebrüder, entweder weil sie sich ebenfalls über die Marmelade als Fettersatz lustig machen wollten oder weil sie glaubten, die reichsdeutschen Soldaten äßen die Marmelade aus Leidenschaft. Marmeladinger ist nach Piefke oder Piefkineser in Ostösterreich der am häufigsten benutzte Spottname für Bundesdeutsche.